# Episodi di Scott Pilgrim - La serie
La prima stagione della serie anime Scott Pilgrim - La serie, composta da otto episodi, è stata pubblicata sul servizio di streaming on demand Netflix il 17 novembre 2023.
| nº | Titolo originale                     | Titolo italiano                     | Pubblicazione    |
| -- | ------------------------------------ | ----------------------------------- | ---------------- |
| 1  | Scott Pilgrim's Precious Little Life | Scott Pilgrim. Una vita niente male | 17 novembre 2023 |
| 2  | A League of Their Own                | La lega                             | 17 novembre 2023 |
| 3  | Ramona Rents a Video                 | Ramona e il videonoleggio           | 17 novembre 2023 |
| 4  | Whatever                             | Come ti pare                        | 17 novembre 2023 |
| 5  | Lights. Camera. Sparks?!             | Luci, motore... scintilla?!         | 17 novembre 2023 |
| 6  | WHODIDIT                             | Il giallo                           | 17 novembre 2023 |
| 7  | 2 Scott 2 Pilgrim                    | 2 Scott 2 Pilgrim                   | 17 novembre 2023 |
| 8  | The World Vs Scott Pilgrim           | Il mondo contro Scott Pilgrim       | 17 novembre 2023 |

## Scott Pilgrim. Una vita niente male
- Titolo originale: Scott Pilgrim's Precious Little Life
- Diretto da: Abel Góngora
- Scritto da: BenDavid Grabinski, Bryan Lee O'Malley

### Trama
Scott Pilgrim, un giovane bassista di una band chiamata Sex Bob-Omb, conduce una vita apparentemente normale a Toronto. Tuttavia, la sua vita prende una piega inaspettata quando incontra Ramona Flowers, una ragazza misteriosa e affascinante. Mentre Scott cerca di conquistare il cuore di Ramona, scopre che per stare con lei dovrà sconfiggere i suoi sette malvagi ex fidanzati, ognuno con abilità e poteri soprannaturali. Questo episodio introduce il mondo unico di Scott, mescolando elementi di romanticismo, musica e battaglie in stile videogioco.

## La lega
- Titolo originale: A League of Their Own
- Diretto da: Tomohisa Shimoyama
- Scritto da: BenDavid Grabinski, Bryan Lee O'Malley

### Trama
Dopo aver scoperto la "Lega dei sette malvagi ex di Ramona", Scott è costretto ad affrontare il primo di loro: Matthew Patel. Questo episodio è incentrato sullo scontro tra Scott e Patel, che utilizza attacchi magici per cercare di battere Scott. Nel frattempo, Scott inizia a legarsi sempre più a Ramona, ma scopre che stare con lei è molto più complicato di quanto sembri.

## Ramona e il videonoleggio
- Titolo originale: Ramona Rents a Video
- Diretto da: Moko-chan
- Scritto da: BenDavid Grabinski, Bryan Lee O'Malley

### Trama
Scott e Ramona passano del tempo insieme e decidono di noleggiare un film per una serata tranquilla. Tuttavia, la pace non dura a lungo: uno degli ex di Ramona, Lucas Lee, una star del cinema, si presenta per sfidare Scott. In un'epica battaglia tra realtà e finzione cinematografica, Scott dovrà trovare il modo di superare le acrobazie spettacolari e le prodezze di Lucas.

## Come ti pare
- Titolo originale: Whatever
- Diretto da: Akitoshi Yokoyama
- Scritto da: BenDavid Grabinski, Bryan Lee O'Malley

### Trama
Scott inizia a dubitare di sé stesso e della sua relazione con Ramona. L'episodio esplora il conflitto interiore di Scott e il suo desiderio di capire cosa davvero voglia dalla vita. Nel frattempo, la prossima sfida lo attende: Todd Ingram, il fidanzato vegano di Ramona, che ha ottenuto poteri speciali grazie alla sua dieta esclusiva. Scott dovrà affrontare un combattimento surreale e imparare una lezione su fiducia e autocontrollo.

## Luci, motore... scintilla?!
- Titolo originale: Lights. Camera. Sparks?!
- Diretto da: Rushio Moriyama
- Scritto da: BenDavid Grabinski, Bryan Lee O'Malley

### Trama
Il mondo di Scott continua a confondersi tra realtà e fantasia quando affronta Roxie Richter, un'ex fidanzata ninja di Ramona. In uno scontro al cinema, Scott e Roxie si trovano a combattere tra effetti speciali e proiezioni futuristiche. L'episodio è una fusione tra azione e dramma, con Scott che cerca di dimostrare che la sua relazione con Ramona è più forte di ogni ostacolo.

## Il giallo
- Titolo originale: WHODIDIT
- Diretto da: Takakazu Nagatomo
- Scritto da: BenDavid Grabinski, Bryan Lee O'Malley

### Trama
Scott è coinvolto in un mistero quando uno degli ex di Ramona sembra svanire senza lasciare traccia. L'episodio si trasforma in una sorta di giallo, con Scott e il suo gruppo di amici che cercano di scoprire cosa sia successo. Tra indagini e battaglie contro altri ex, Scott si rende conto che per risolvere il mistero dovrà affrontare le sue insicurezze e paure.

## 2 Scott 2 Pilgrim
- Titolo originale: 2 Scott 2 Pilgrim
- Diretto da: Kenji Maeba
- Scritto da: BenDavid Grabinski, Bryan Lee O'Malley

### Trama
Un nuovo nemico si presenta: NegaScott, l'oscura controparte di Scott stesso. Questo episodio è una riflessione su come Scott affronti i lati peggiori del suo carattere e impari a crescere come persona. In una battaglia contro la sua stessa oscurità, Scott dovrà dimostrare di essere in grado di superare i suoi difetti e di diventare l'eroe che Ramona merita.

## Il mondo contro Scott Pilgrim
- Titolo originale: The World Vs Scott Pilgrim
- Diretto da: Takuya Fujikura e Takakazu Nagatomo
- Scritto da: BenDavid Grabinski, Bryan Lee O'Malley

### Trama
Nell'epico episodio finale, Scott affronta Gideon Graves, l'ultimo e più potente degli ex di Ramona. Gideon non è solo un nemico, ma rappresenta anche tutto ciò che Scott teme: il fallimento, l'insicurezza e la paura di perdere Ramona. La battaglia è intensa, piena di effetti speciali e colpi di scena, ma alla fine Scott capisce che l'amore e il sacrificio sono le sue armi più potenti. In un climax emozionante, Scott e Ramona decidono se il loro amore vale la pena di lottare fino alla fine.